# Belasco (Marvel Comics)
Pour les articles homonymes, voir Belasco.
Belasco est un super-vilain évoluant dans l'univers Marvel de la maison d'édition Marvel Comics. Créé par le scénariste Bruce Jones et le dessinateur Brent Anderson, le personnage de fiction apparaît pour la première fois dans le comic book Ka-Zar the Savage #11 en février 1982.

## Biographie du personnage

### Origines
Belasco était un sorcier vivant à Florence en Italie. Il se servit de l'alchimie pour contacter des entités démoniaques et fit un pacte avec elles. En échange d'un droit de passage entre les dimensions, elles lui offraient l'immortalité et des pouvoirs mystiques.
Il chercha à créer une nouvelle race hybride entre humains et démons. Pour cela, il captura l'amante de Dante, Béatrice, et partit sur l'île atlante de Pangea. En chemin, il viola Béatrice et cette dernière était sur le point d'accoucher quand ils arrivèrent au Mont Flavius, leur destination. Dante les suivait de près et retrouva Béatrice mourante. Enragé, il attaqua le sorcier qui fut recouvert d'un liquide le laissant en état d'animation suspendue. Dante raconta son aventure dans un roman.[réf. nécessaire]
Au XXe siècle, Belasco fut libéré par le réveil d'un volcan. Il trouva une nouvelle victime, Shanna O'Hara. Cependant il fut stoppé, et apparemment détruit par Ka-Zar.
Il était en réalité prisonnier dans les Limbes appelées l'Autre Monde, où il passa des années à se rendre maître des lieux. Il y attira un jour les X-Men. La jeune Illyana Raspoutine, sœur de Colossus resta piégée dans cette dimension. Elle devint l'apprentie du sorcier et il transforma une partie de son âme pure en pierre de sang, lui donnant un grand potentiel pour la magie. Quand elle eut 14 ans, elle se rebella et le chassa des Limbes. Elle revint sur Terre, quelques secondes après le retour des X-Men alors que 7 années s'étaient écoulées dans les Limbes, et devint Magik, des Nouveaux Mutants.
Belasco redevint finalement maître des Limbes et essaya de nouveau de faire de Shanna sa compagne. Mais Ka-Zar l'empala sur une épée.
Il survécut et devint le maître d'un peuple d'hommes-chats. Il fut par la suite vénéré par une secte qui le prenait pour Lucifer.
Plus tard, il se servit de ses pouvoirs pour retourner Witchfire contre sa propre équipe, la Division Alpha. On pense depuis que Belasco pourrait être le père de Witchfire.

### Inferno
Quelques années plus tard, Belasco et Désespoir (en) (D'Spayre) se lancèrent le défi de corrompre Cable (le fils de Madelyne Pryor, alliée des démons S'ym et N'astirh durant le crossover Inferno). Cable sortit vainqueur.

### House of M
Lors d'un combat pour la conquête des Limbes, Belasco fut poignardé par Pixie et Magik. La Magik dans la réalité de House of M est la nouvelle reine des Limbes, servie par S'ym et N'astirh.

## Pouvoirs et capacités
Belasco est un puissant sorcier. La magie a modifié son corps : il a la peau rouge, des yeux luisants sans iris, des oreilles pointues et de petites cornes sur le front. À la suite d'un combat, il perdit un bras, tranché par sa propre épée.
- On l'a déjà vu projeter des rafales mystiques, créer des boucliers magiques, transformer et animer la matière, contrôler les esprits, voyager entre les dimensions et même ressusciter les morts.
- Il utilise diverses méthodes pour parvenir à ses fins : alchimie, incantations et rituels, livres mystiques, etc.
- Des entités démoniaques lui accordèrent l'immortalité. Il reste toutefois vulnérable à sa propre épée.